# Gymnase « La Légère Mélinoise »
Le gymnase « La Légère Mélinoise » est un gymnase situé à Échenoz-la-Méline, en Franche-Comté.

## Histoire
Construit en 1932 (année figurant sur le fronton du bâtiment), le gymnase est édifié dans le but d'héberger les activités d'une association sportive de gymnastique.
En août 2020, des travaux de rénovation sont entrepris sur la façade de l'édifice.
En 2022, l'édifice est classé « Architecture contemporaine remarquable ».